# Hautes-Duyes
Hautes-Duyes – miejscowość i gmina we Francji, w regionie Prowansja-Alpy-Lazurowe Wybrzeże, w departamencie Alpy Górnej Prowansji.

## Demografia
Według danych na rok 1990 gminę zamieszkiwało 29 osób, a gęstość zaludnienia wynosiła 1 osób/km². W styczniu 2015 r. Hautes-Duyes zamieszkiwało 40 osób, przy gęstości zaludnienia wynoszącej 1,8 osób/km².